# 신빈 김씨
신빈 김씨(愼嬪 金氏, 1406년 ~ 1464년 10월 13일(음력 9월 4일))는 조선의 제4대 왕 세종의 후궁이다. 본관은 청주이다.

## 생애
본관은 청주이며, 아버지는 김원이고 어머니는 삭녕 고씨이다. 원래 내자시의 여종이었으나, 1418년(세종 즉위년) 13세의 나이로 원경왕후에게 발탁되어 소헌왕후의 궁인이 되었다. 훗날 세종의 승은을 입고 후궁이 되었고, 1427년(세종 9년) 장남 계양군을 출산하였다. 그 후 정2품 소의를 거쳐 1439년(세종 21년) 종1품 귀인에 진봉되었다. 당시 세종이 도승지 김돈에게 "김씨의 출신이 천하지만 13세부터 궁중에 들어와 행실이 바르기에 빈이나 귀인으로 삼고자 하는데 어떠하냐" 고 묻자 김돈이 신개 등과 의논해 귀인으로 승격시켰다. 이후 정1품 신빈(愼嬪)에 책봉되었다.
그녀는 천성이 부드럽고 매사에 조심스러워 소헌왕후에게도 사랑을 받았으며, 소헌왕후는 그녀에게 막내아들 영응대군의 유모 역할을 맡기기도 하였다. 또한 그녀는 평소에 불교를 신봉했었는데, 세종이 죽고나서는 아예 여승이 되어 살았다. 1450년(문종 즉위년)에 사망한 막내아들 담양군을 위한 경문 인쇄 비용으로 조정에서 쌀 500석을 하사받았으며, 1452년(단종 즉위년)에는 단종이 그녀의 아들 의창군의 청원에 의해 그녀에게 머리를 기르도록 명령하였지만 이를 거절하였다는 기록이 있다.
1464년(세조 10년) 음력 9월 4일 59세를 일기로 죽었으며, 세조는 쌀, 콩등 모두 70석(石)을 부의로 내렸다. 그녀의 묘 《화성 남양리 신빈김씨 묘역》는 경기도 화성시 남양읍 남양리에 있다. 묘 주위에는 세조 11년(1465)에 세운 묘갈(墓碣:무덤 앞에 별다른 장식없이 세우는 작은 비석)과 묘비, 불을 밝히기 위한 장명등(長明燈), 문인석 1쌍, 제물을 올리고 제사를 올리기 위한 상석(床石)이 있으며 묘 주위는 돌담으로 둘러 싸여 있다. 1994년 경기도의 기념물 제153호로 지정되었다.

## 가족 관계
- 아버지 : 김원(金元)
- 어머니 : 삭녕 고씨
- 남편 : 제4대 세종대왕(世宗大王, 1397년 ~ 1450년, 재위 1418년 ~ 1450년)
  - 장남 : 계양군 증(桂陽君 璔, 1427년 ~ 1464년 8월 16일)
  - 자부 : 정선군부인 청주 한씨(旌善郡夫人 淸州 韓氏[5], 1426년 4월 12일 ~ 1480년 7월 27일)
    - 장손 : 영원군 예(寧原君 澧)
    - 손자부 : 현부인 청송 심씨(縣夫人 靑松 沈氏) - 심선의 딸
      - 양증손 : 도안부정(道安副正) - 셋째 손자인 부림군의 차남

    - 차손 : 강양군 숙(江陽君 潚)[6]
    - 손자 : 부림군 식(富林君 湜)
    - 손자부 : 현부인 안동 김씨(縣夫人 安東 金氏)
      - 증손 : 회안부정 식(淮安副正 軾)
      - 증손 : 도안부정(道安副正)[7]
      - 증손녀 : 전주 이씨(全州 李氏) - 김맹손(金孟孫)과 혼인
      - 증손녀 : 전주 이씨(全州 李氏) - 채윤권(蔡胤權)과 혼인
      - 증손녀 : 전주 이씨(全州 李氏) - 신상(申鏛)과 혼인

    - 손녀 : 전주 이씨(全州 李氏) - 안계송(安繼宋)과 혼인
    - 손녀 : 전주 이씨(全州 李氏) - 정경조(鄭敬祖)와 혼인
    - 손녀 : 전주 이씨(全州 李氏) - 한금(韓嶔)과 혼인

  - 자부(첩) : 미상
    - 서장손 : 방산수 란(方山守 瀾)
    - 서손녀 : 전주 이씨(全州 李氏) - 정종선(鄭從善)과 혼인

  - 차남 : 의창군 공(義昌君 玒, 1428년 ~ 1460년 2월 27일)
  - 자부 : 양원군부인 연안 김씨(梁源郡夫人 延安金氏, 1429년 ~ 1482년)
    - 손자 : 사산군 호(蛇山君 灝)
    - 자부 : 현부인 고성 이씨(縣夫人 固城 李氏)
      - 증손 : 동성군 순(東城君 詢)
      - 증손 : 화산군 해(花山君 諧)[8]
      - 증손녀 : 전주 이씨(全州 李氏) - 윤구손(尹龜孫)과 혼인
      - 증손녀 : 전주 이씨(全州 李氏) - 조수충(趙守忠)과 혼인
      - 증손녀 : 전주 이씨(全州 李氏) - 조원효(趙元孝)과 혼인
      - 증손녀 : 전주 이씨(全州 李氏) - 심광정(沈光庭)와 혼인

    - 손녀 : 전주 이씨(全州 李氏) - 신우정(申禹鼎)과 혼인
    - 손녀 : 전주 이씨(全州 李氏) - 신종호(申從濩)와 혼인

  - 삼남 : 밀성군 침(密城君 琛, 1430년 ~ 1479년 1월 1일)
  - 자부 : 풍덕군부인 여흥 민씨(豊德郡夫人 驪興閔氏)
    - 손자 : 운산군 계(雲山君 誡)
    - 손자부 : 현부인 현풍 곽씨(縣夫人 玄風 郭氏)
    - 손자부 : 현부인 영일 정씨(縣夫人 迎日 鄭氏)
      - 증손 : 철성군 갱(鐡城君 鏗)
      - 증손 : 고성군 강(固城君 鋼)[9]
      - 증손 : 광성부정 전(匡城副正 銓)
      - 증손녀 : 전주 이씨(全州 李氏) - 윤탕로(尹湯老)와 혼인

    - 손자 : 춘성군 당(春城君 譡)[10]
      - 양증손 : 고성군 강(固城君 鋼)

    - 손자 : 수안정 상(遂安正 言+賞)[11]
    - 손자 : 석양정 남(石陽正 諵)

  - 사남 : 익현군 연(翼峴君 璭, 1431년 ~ 1463년 5월 4일)
  - 자부 : 김제군부인 평양 조씨(金堤郡夫人 平壤趙氏)
    - 손자 : 괴산군 궤(槐山君 漬, ?~1467년 6월 10일)
    - 손자부 : 현부인 한산 이씨(縣夫人 韓山 李氏)
      - 양증손 : 화산군 해(花山君 諧)[12]

    - 손녀 : 전주 이씨(全州 李氏) - 여종경(呂宗敬)과 혼인

  - 오남 : 영해군 당(寧海君 瑭, 1435년 ~ 1477년)
  - 자부 : 임천군부인 평산 신씨(林川郡夫人 平山 申氏)
    - 손자 : 영춘군 인(永春君 仁)
    - 손자부 : 현부인 진주 유씨(縣夫人 晉州 柳氏)
      - 증손 : 완천군 희(完川君 禧)
      - 증손 : 강녕부정 기(江寧副正 祺)
      - 증손 : 순성부정 정(蓴城副正 禎)
      - 증손 : 덕녕부정 위(德寧副正 褘)
      - 증손녀 : 전주 이씨(全州 李氏) - 윤회충(尹懷忠)과 혼인
      - 증손녀 : 전주 이씨(全州 李氏) - 윤개(尹漑)와 혼인

    - 손자 : 길안도정 의(吉安都正 義)
    - 손자부 : 신부인 여산 송씨(慎夫人 礪山 宋氏)
      - 증손 : 시산부정 정숙(詩山副正 正叔)
      - 증손녀 : 전주 이씨(全州 李氏) - 신준양(申遵羙)과 혼인

    - 손자부 : 신부인 청주 한씨(慎夫人 淸州 韓氏, 한명회의 서녀)
      - 증손 : 청화수 창숙(淸化守 昌叔)
      - 증손 : 송계군 중숙(松溪君 仲叔)
      - 증손 : 은계군 말숙(銀溪君 末叔)
      - 증손 : 벽계도정 종숙(碧溪都正 終叔)
      - 증손 : 옥계군 필숙(玉溪君 畢叔)

    - 손자부(첩) : 미상
      - 서증손녀 : 전주 이씨(全州 李氏) - 이삼(李蔘)과 혼인
      - 서증손녀 : 전주 이씨(全州 李氏) - 이효원(李孝元)과 혼인

    - 손녀 : 전주 이씨(全州 李氏) - 박승약(朴承爚)과 혼인

  - 육남 : 담양군 거(潭陽君 璖) - 요절
  - 정혼녀 : 의령 남씨(宜寧 南氏)[13]
    - 양손자 : 강양군 숙(江陽君 潚)[14]
    - 양손자부 : 현부인 양주 허씨(縣夫人 陽州 許氏)
    - 양손자부(첩) : 미상
      - 서증손 : 영평정 보(鈴平正 輔)
      - 서증손 : 희안군 집(喜安君 輯)
      - 서증손 : 예안정 헌(禮安正 軒)

    - 양손자부(첩) : 미상
      - 서증손 : 양평부수 홍(陽平副守 車+弘)
      - 서증손 : 함창부수 함(咸昌副守 轞)
      - 서증손녀 : 전주 이씨(全州 李氏) - 신귀정(辛貴貞)과 혼인

    - 양손자부(첩) : 미상
      - 서증손녀 : 전주 이씨(全州 李氏) - 정소종(鄭紹宗)과 혼인
      - 서증손녀 : 전주 이씨(全州 李氏) - 김내문(金乃文)과 혼인
      - 서증손녀 : 전주 이씨(全州 李氏) - 박승준(朴承俊)과 혼인

## 신빈 김씨가 등장하는 작품
- 《대왕 세종》 (KBS, 2008, 배우:이정현)

## 참고 자료
- 《조선왕조실록》
- 《연려실기술》 제3권
- 신빈 김씨 - 한국학중앙연구원